# Pavlova (postre)

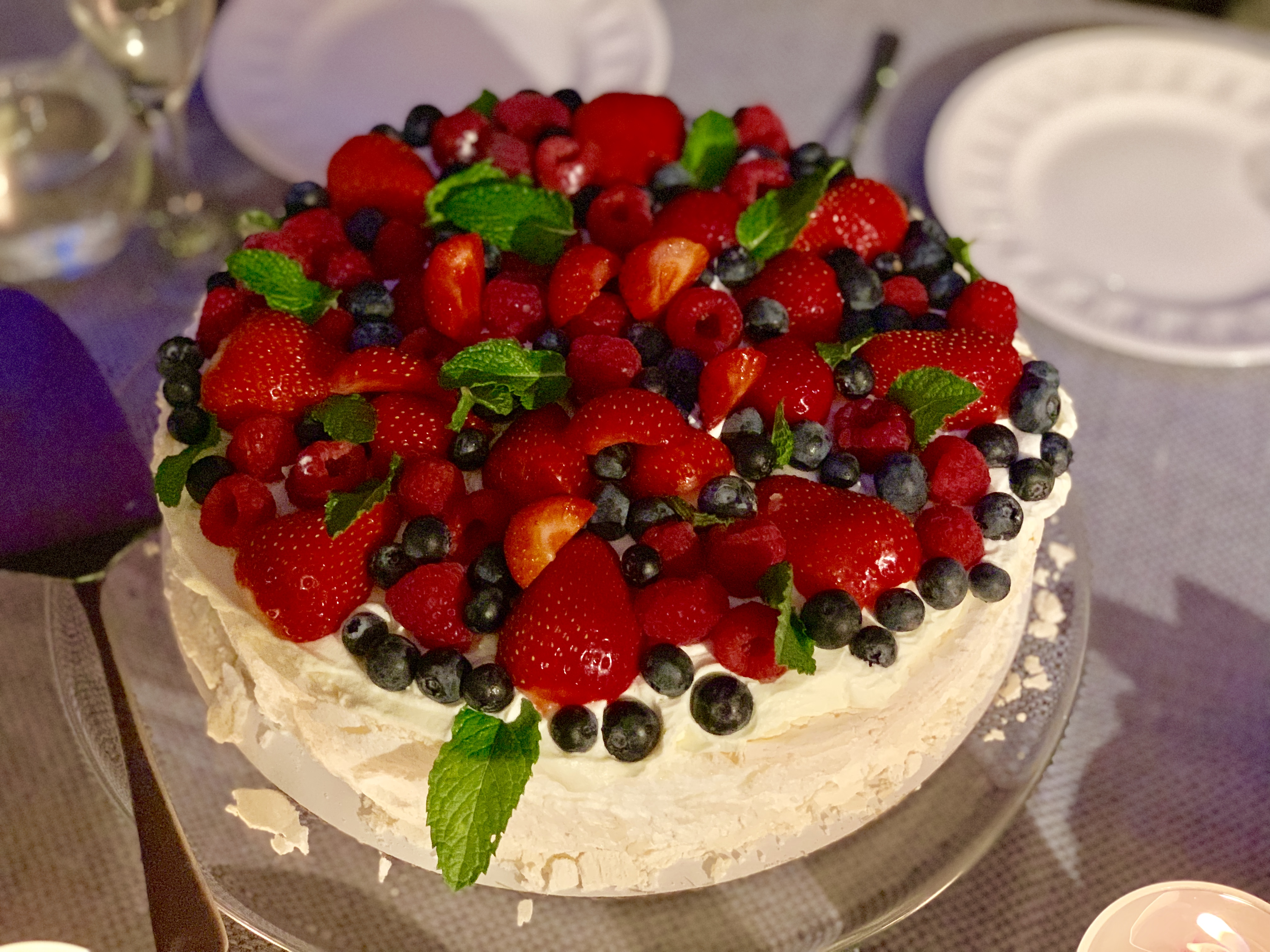
Pavlova decorada con frutos rojos.

La pavlova es un postre a base de merengue. Se originó en Australia o Nueva Zelanda a principios del siglo XX y debe su nombre a la bailarina rusa Anna Pavlova. La pavlova tiene forma de pastel circular de merengue horneado, con una corteza crujiente y un interior suave y ligero. Se suele cubrir con fruta y nata montada.
Se cree que el postre se creó en honor a la bailarina durante o después de una de sus giras por Australia y Nueva Zelanda en los años 20.  La nacionalidad de su creador ha sido motivo de discusión entre ambas naciones durante muchos años.
El postre es una parte importante de la cocina nacional de Australia y Nueva Zelanda. Se sirve con frecuencia durante las comidas de celebración y festivas. Se identifica y se consume sobre todo en verano, incluso en Navidad.

## Preparación y consumo
La preparación de la pavlova es similar a la del merengue. Se baten las claras de huevo (y a veces la sal) a punto de nieve y se añade poco a poco azúcar en polvo antes de incorporar el vinagre o el zumo de limón (u otro ácido comestible), la harina de maíz y la esencia de vainilla. La mezcla de merengue se coloca sobre papel de horno y se le da forma de pastel redondo de unos 20 cm de diámetro con el centro ligeramente hundido. El merengue se cuece en un horno lento (120-150 °C) durante 45-60 minutos y, a continuación, se deja enfriar y secar en el horno, normalmente toda la noche.
La pavlova tiene una cubierta exterior crujiente y un centro blando y húmedo como un malvavisco, a diferencia del merengue, que suele ser sólido. Se ha sugerido que la adición de harina de maíz es la responsable del centro de malvavisco, aunque se ha debatido que la harina de maíz no es más que otro estabilizador de la clara de huevo además del ácido.